# Zdeslav de Croacia
Zdeslav (pronunciación en croata: [zdêslaʋ], en latín: Sedesclavus) fue un duque croata de la dinastía Trpimirović desde 878 hasta su muerte en 879 .

## Biografía
Zdeslav fue el hijo de Trpimir I. Después de la muerte de su padre en 864, un poderoso noble croata de Knin llamado Domagoj encabezó un revuelta. Zdeslav fue exiliado junto con sus hermanos Petar y Muncimir a Constantinopla. Domagoj murió en 876, y siendo sucedido por su hijo. Zdeslav regresó y derrocó a dicho hijo con apoyo bizantino, restaurando la paz con Venecia. A cambio del apoyo recibido se declaró vasallo del emperador bizantino Basilio I.
En 879, el papa Juan VIII pidió a Zdeslav una escolta armada como protección para su legado, en ruta hacia la Bulgaria de Boris I. A comienzos de mayo de 879 Zdeslav fue asesinado por flechas cerca de Knin en una nueva encabezada por Branimir, un pariente de Domagoj, que había sido instigado por el papa Juan VIII y sus recelos al poder bizantino en la región.